# Dirt Sledding
"Dirt Sledding" é uma canção da banda americana de rock The Killers, com a participação do ator Richard Dreyfuss e do músico Ryan Pardey, que também participou dos singles natalinos da banda de 2007 ("Don't Shoot Me Santa") e 2012 ("I Feel It In My Bones"). A música é o capítulo final de uma trilogia envolvendo um Papai Noel rancoroso. O single marca o décimo ano consecutivo em que a banda lança uma canção natalina. Assim como nos lançamentos anteriores, toda a renda obtida é revertida para entidades de caridade ligadas à AIDS, como parte da campanha Product Red.
A canção foi eleita uma das melhores novas canções de férias da década de 2010 pela revista Rolling Stone.

## Faixas
| Download digital |                                                      |         |  |
| N.º              | Título                                               | Duração |  |
| 1.               | "Dirt Sledding (ft. Ryan Pardey & Richard Dreyfuss)" | 4:27    |  |